# Metro de Curitiba
El Metro de Curitiba es un proyecto de construcción de una red de transporte público basado en un sistema metropolitano en la ciudad de Curitiba.

## Historia
Desde el año 1970, existió una gran preocupación por la saturación del sistema de transporte de Curitiba, basado en autobuses, buscándose alternativas que atendiesen la creciente demanda, además de buscar una alternativa más barata al petróleo.
Las propuestas para el desarrollo de un medio de transporte con capacidad mayor que la de los autobuses en la ciudad de Curitiba se remontan a 1975, fecha de la propuesta de instalación de un sistema de tranvías eléctricos. Tal proyecto acabó siendo abandonado, no sin antes haber ejercido su influencia en el formato de los refugios y estaciones que fueron implantados en el sistema de autobuses. En 1978, fue realizada una propuesta de instalación de trolebús, que llegó a ser estudiada por la prefectura pero también acabó abandonado.
En 1990, se realizó la primera propuesta de implantación de Metro Ligero en Curitiba. Tal proyecto fue el primero en prever una línea en el Eje Norte-sur, lugar donde está previsto el inicio de las obras del actual proyecto. Pese a ello, el proyecto acabó siendo una vez más abandonado.
En el año 2001, surgió la propuesta de construirse una vía elevada en sistema monorrail sobre la carretera BR-476, pero tal proyecto no siguió adelante debido a falta de financiación.
En julio de 2007, la prefectura de Curitiba presentó una licitación para la elaboración de los estudios preliminares para la implantación del metro. No obstante, a pesar de que 44 empresas hubiesen demostrado interés, ninguna entregó documentación para participar en la licitación. En diciembre del mismo año, la prefectura presentó una nueva licitación.
En abril de 2008 el proceso licitatorio fue suspendido por orden judicial. En enero de 2009 la justicia autoriza a retomar la licitación del proyecto básico de ingeniería y de los estudios de impacto ambiental. En marzo de 2009 fueron firmados los contratos entre la Prefectura Municipal de Curitiba y las empresas que ganaron el concurso público para la realización de los estudios y proyectos de ingeniería para la construcción del metro de Curitiba (lote 1) y el Estudio de Impacto Ambiental y el Informativo de Impacto al Medio Ambiente - EIA-Rima (lote 2).
En julio de 2009 se produjo el inicio de los sondeos del subsuelo, para determinar la profundidad a la que debería pasar la primera línea del metro curitibano.
En septiembre de 2009 es presentada la página del Metro de Curitiba, con la propuesta inicial de la primera línea. 
En 30 de octubre de 2009, la presidenta Dilma Roussef suspendió la licitación, pero el sitio y la finalidad para la que debía ser construido el metro no fue paralizado.
En 13 de octubre de 2011 el Prefecto de Curitiba Luciano Ducci y la presidenta Dilma Roussef anuncian las inversiones del PAC de la Movilidad del Gobierno Federal para la realización de las obras del metro de Curitiba.

## Situación actual
Junto con el proyecto del metro se estudia la implantación de un sistema de trenes ligeros recorriendo un radio de aproximadamente 38 kilómetros atendiendo y suprimiendo la demanda de seis terminales actuales. Será, por lo tanto una opción complementaria, dado que el metro atenderá solamente la demanda de la región sur de la ciudad.
El Tren Ligero es un sistema de trenes urbanos eléctricos que circulan por railes, como una especie de metro de superficie. Pudiendo en algunos puntos compartir espacio con el tráfico local, así como utilizar caminos elevados independientes, eliminando así la necesidad de excavaciones y con un coste más bajo de implantación. El modelo ya ha sido adoptado en grandes ciudades de todo el mundo y puede ser integrado al sistema de metros en algunos casos.

## Tabla del Sistema
| Linha Azul              | Santa Cândida ↔ CIC/Sur | ? | 22,4 | 21 | 38 |
| Proyecto en elaboración |                         |   |      |    |    |